# Rabenius
Rabenius är en svensk släkt, varav en gren adlades 1834 och introducerades 1836 på nummer 2311 i Sveriges riddarhus. Ätten adlades enligt 1809 års regeringsform vilket innebär att endast huvudmannen är adlig. Alla övriga medlemmar är ofrälse.
Släkten hette Rabenius även före adlandet. Stamfader för ätten är bonden Olof Persson från Dingtuna, vars son, Petrus Olai (1611–1670) antog släktnamnet. Han var gift med Margareta Olofsdotter, som var dotter till Olaus Magni Hedemorensis och Elisabeth Dalekarlia.
En syster till Petrus Olai, Karin Olfsdotter (död 1655) var gift med en bonde, gästgivare och nämndeman vid namn Nils Johansson. Deras son Ingel Larsson Rabenius blev kyrkoherde i Romfartuna, och upptog morbroderns namn. Han var gift med en ättling till Johannes Rudbeckius, Margareta Kalsenia, som tidigare varit gift med makens företrädare i Romfartuna.
En son till dessa var professor Olof Ingelsson Rabenius, som gifte sig med Anna Kristina Bruncrona, dotter till Abraham Bruncrona och Anna Sofia Steuch. Svärmodern var dotter till ärkebiskop Mattias Steuchius och Anna Tersera som tillhörde Bureätten.
Deras äldste son adopterades på moderns ätt, namn och nummer på Riddarhuset. Deras andra son Lars Georg Rabenius blev professor liksom fadern. Han adlades 1834 enligt 1809 års regeringsform, varvid endast huvudmannen äger adlig värdighet. Han var gift två gånger. I andra äktenskapet, med sin släkting Ebba Charlotta Bruncrona, föddes hans ende son Olof Matthias Theodor Rabenius.
Olof Matthias Theodor Rabenius var gift två gånger, första gången med kusindottern Eva Sofia Carolina Bruncrona. I andra äktenskapet, med sångerskan Olena Ida Theresia Falkman, föddes statssekreteraren och juristen Lars Per Teodor Rabenius som blev ättens huvudman. Han var gift med Amalia Maria Andrea Bergstrand. Deras söner blev den femte generationen jurister Rabenius. Sonen Matts Rabenius (1909–1984) var kammarrättsråd, och Anders Rabenius (1914–1985) övertog faderns advokatbyrå.
En annan son till Olof Matthias Theodor Rabenius i hans andra äktenskap var Olof Rabenius som dels var en framstående pedagog, dels var skriftställare. Hans bror Nils Rabenius var docent i juridik vid Stockholms handelshögskola, musikkritiker och kompositör.
Till en annan släkt Rabenius hörde urkundsutgivaren Nils Rabenius och dennes bror, grecisten Olof Rabenius.

## Personer med namnet
- Ingellus Laurentii Rabenius (1677–1739), präst och politiker
- Lars Rabenius (1879–1960), jurist, ämbetsman och advokat
- Lars Georg Rabenius (1771–1846), jurist, professor och universitetsrektor, adlad
- Lena Larsson, född Rabenius (1919–2000), inredningsarkitekt
- Nils Rabenius (1648–1717), präst, utgivare och sannolik förfalskare av historiska dokument
- Nils Rabenius (jurist) (1887–1924), jurist och musikkritiker
- Olof Rabenius (författare) (1882–1948), författare och tidningsman
- Olof Ingelsson Rabenius  (1730–1772), jurist, professor och politiker
- Theodor Rabenius (1823–1892), jurist, nationalekonom, professor